# Gastão Vieira
Gastão Dias Vieira (São Luís, 15 de junho de 1946) é um advogado e político brasileiro, filiado ao Partido dos Trabalhadores (PT). Foi Ministro do Turismo do Brasil até março de 2014, quando se desincompatibilizou para concorrer nas eleições estaduais no Maranhão em 2014.

## Formação acadêmica
Filho de José Carneiro Dias Vieira e de Belarmina Serra Dias Vieira. Em 1969 obteve o bacharelado em Direito pela Universidade Federal do Maranhão, com mestrado na Pontifícia Universidade Católica do Rio de Janeiro em 1976. Em Manaus concluiu o curso de técnico em problemas de desenvolvimento econômico pela Comissão Econômica para a América Latina e o Caribe (CEPAL) e foi um dos analistas do Conselho Nacional de Desenvolvimento Científico e Tecnológico (CNPq) (1975-1994) em Brasília, além de integrar o Conselho Nacional Consultivo da Campanha Nacional de Escolas da Comunidade (CNEC).

## Carreira política
Em 1966, fundou o MDB, fazendo oposição ao regime militar, juntamente com Renato Archer, Ulysses Guimarães, Jackson Lago e outros.
Com o fim do bipartidarismo, ingressou-se no PMDB em 1980. Em 1984, participou das Diretas Já, e apoiou Tancredo Neves, contra Paulo Maluf. Em 1985, durante o Governo Sarney, aproximou-se de Roseana Sarney, filha e então assessora presidencial de José Sarney. Secretário-executivo do Projeto Grande Carajás, afastou-se do cargo e foi eleito deputado estadual em 1986 e reeleito pelo PSC em 1990, partido do qual integrou o diretório estadual. Licenciou-se do mandato para ocupar o cargo de Secretário de Planejamento no governo Edison Lobão (1991-1994).
De volta ao PMDB, foi eleito deputado federal em 1994, mandato do qual afastou-se para assumir a Secretaria de Educação no governo de Roseana Sarney, de quem foi Secretário de Planejamento quando a mesma retornou ao poder, após a cassação de Jackson Lago. À parte suas passagens pelo Executivo, foi reeleito deputado federal em 1998, 2002, 2006 e 2010. Em 2010, foi o mais votado do Maranhão com mais de 134 mil votos.
Em 2008, foi o sexto colocado na disputa pela prefeitura de São Luís. No segundo turno, apoiou Flávio Dino, que acabou sendo vencido por João Castelo em segundo turno. Com a demissão de Pedro Novais foi nomeado Ministro do Turismo pela presidente Dilma Rousseff  que efetuou sua quinta mudança no gabinete desde a sua posse.
Em 2014, foi candidato a senador na chapa de Edison Lobão Filho, mas perdeu para o candidato Roberto Rocha do PSB.
Em 2015, se filiou ao PROS.
No dia 6 de abril de 2016, foi nomeado presidente do Fundo Nacional de Desenvolvimento da Educação pela então presidente Dilma Rousseff, sendo exonerado no dia 22 de dezembro desse mesmo ano pelo presidente Michel Temer.
Em novembro de 2017, o ex-ministro rompe com a família Sarney, manifestando seu apoio à reeleição de Flávio Dino (PCdoB) em 2018.
Nas eleições de 2018, foi candidato a deputado federal pelo PROS, recebendo 57.864 votos, ficando com a segunda suplência. Assumiu o mandato em diversos períodos da legislatura com o afastamento dos titulares.
Filiado ao Partido dos Trabalhadores em 2022, concorreu ao cargo de deputado federal, recebendo 17.070 votos, não logrando êxito.